# 佐洛奇夫區
佐洛奇夫區（羅馬化：Zolochivskyi raion）是烏克蘭利沃夫州的一個區，行政中心設於佐洛奇夫，面积为2887.9平方公里，2020年人口数量为162,040人。

## 历史
2020年7月18日乌克兰施行了行政区划改革，利沃夫州的区份数量减至7个，佐洛奇夫區的面积有较大的增加。原布罗德区和布斯克区两区合并至佐洛奇夫區。同时佐洛奇夫區的部分区域划至新成立的利沃夫区。改革前佐洛喬夫區的面積为1,097平方公里，2020年人口数量约为68,394人。

## 行政区划
佐洛奇夫區下轄7個市鎮，以下依人口由多到少排列：
- 佐洛奇夫市鎮（烏克蘭語：Золочівська міська громада）
- 布羅德市鎮（烏克蘭語：Бродівська міська громада）
- 布斯克市鎮（烏克蘭語：Буська міська громада）
- 克拉斯內市鎮（烏克蘭語：Красненська селищна громада）
- 皮德卡明市鎮
- 波莫里亞內市鎮（烏克蘭語：Поморянська селищна громада）
- 扎博洛齊市鎮（烏克蘭語：Заболотцівська сільська громада）